# Khaliapali
Khaliapali là một thị trấn thống kê (census town) của quận Bargarh thuộc bang Orissa, Ấn Độ.

## Nhân khẩu
Theo điều tra dân số năm 2001 của Ấn Độ, Khaliapali có dân số 5257 người. Phái nam chiếm 52% tổng số dân và phái nữ chiếm 48%. Khaliapali có tỷ lệ 76% biết đọc biết viết, cao hơn tỷ lệ trung bình toàn quốc là 59,5%: tỷ lệ cho phái nam là 83%, và tỷ lệ cho phái nữ là 68%. Tại Khaliapali, 10% dân số nhỏ hơn 6 tuổi.